# Gunnar Edgren
Carl Erik Gunnar Edgren, född 19 maj 1908 i Göteborg, död 25 december 1998 i Halmstad, var en svensk läkare. 
Edgren, som var son till köpman Gottfrid Edgren och Gerda Hellberg, avlade studentexamen i Göteborg 1926, blev medicine kandidat vid Uppsala universitet 1930, medicine licentiat 1935 och medicine doktor där 1943. Han tjänstgjorde på Akademiska sjukhuset i Uppsala 1935–1943 och var överläkare vid pediatriska kliniken på Halmstads lasarett sedan 1946. Han skrev Prognose und Erblichkeitsmomente bei Ekzema infantum (gradualavhandling, 1943) och andra arbeten inom pediatrik.